# Falso vuoto
In teoria quantistica dei campi il falso vuoto è uno stato quantomeccanico, apparentemente stabile, caratterizzato da un livello di energia che non corrisponde al minimo assoluto possibile. Questo permette, almeno in linea teorica, la transizione verso livelli di energia più bassi, ad esempio per effetto tunnel.

## Metastabilità del falso vuoto

Esempio di collasso del falso vuoto in un sistema metastabile: 1) La configurazione è inizialmente stabile (minimo locale di energia); 2) Il sistema compie una transizione collocandosi in una regione di alta instabilità. 3) Il sistema collassa a uno stato di massima stabilità (energia minima)

Il concetto di falso vuoto è strettamente legato a quello di vuoto quantistico. Quest'ultimo è definito come un autostato quanto-meccanico in cui l'energia è minima. Poiché tale livello è il più basso teoricamente concepibile, il vuoto così definito sarebbe anche uno stato assolutamente stabile. La condizione di falso vuoto viene invece definita come metastabile.

## Falso vuoto e cosmologia
La meccanica quantistica, contrariamente alla teoria della relatività generale, per via del principio di indeterminazione di Heisenberg, non ammetterebbe una totale assenza di spaziotempo ossia il nulla. A causa di fluttuazioni quantistiche dovrebbero comunque esistere microregioni di spaziotempo della lunghezza di Planck che si formerebbero e svanirebbero continuamente, talora con una condizione energetica di falso vuoto che renderebbe possibili transizioni di fase. Questa struttura discontinua e "ribollente", dello spaziotempo, chiamata schiuma quantistica, sarebbe impossibile da lacerare e distruggere, persino per l'energia oscura. L'inflazione cosmica di tali microregioni spaziotemporali darebbe origine all'universo, o al multiverso, secondo la teoria delle bolle.

## Evidenze sperimentali
Decadimento di falso vuoto a temperatura finita è stato osservato per la prima volta in un gas ultrafreddo di atomi di sodio